# Jolanta Niestrój-Malisz
Jolanta Niestrój-Malisz (ur. 27 stycznia 1957 we Wrocławiu) – polska aktorka teatralna i filmowa.
W 1982 jako ekstern zdała egzamin w specjalności "aktorka dramatyczna". Występowała w teatrach Zagłębia w Sosnowcu (1978-1983 i 1984-1986) i w Nowym w Zabrzu (od 1986) oraz w kabarecie "Kuba i przyjaciele", była jednym z twórców programu "Na granicy" kabaretu "Tey" Zenona Laskowika.
Siostra aktorki Ewy Leśniak.